# Epicrates maurus
Epicrates maurus là một loài rắn trong họ Boidae. Loài này được Gray mô tả khoa học đầu tiên năm 1849.

## Hình ảnh

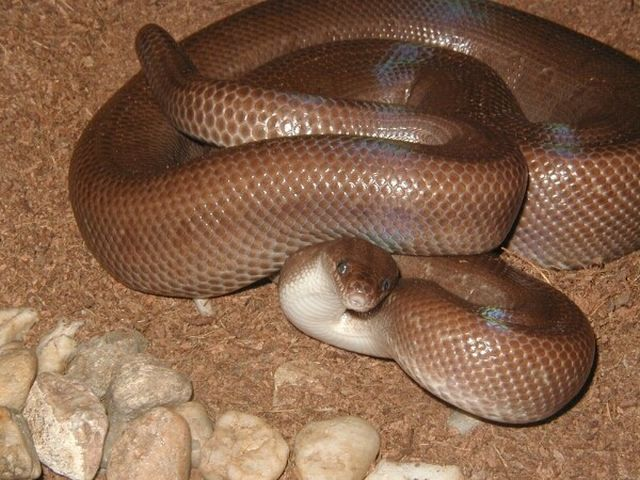
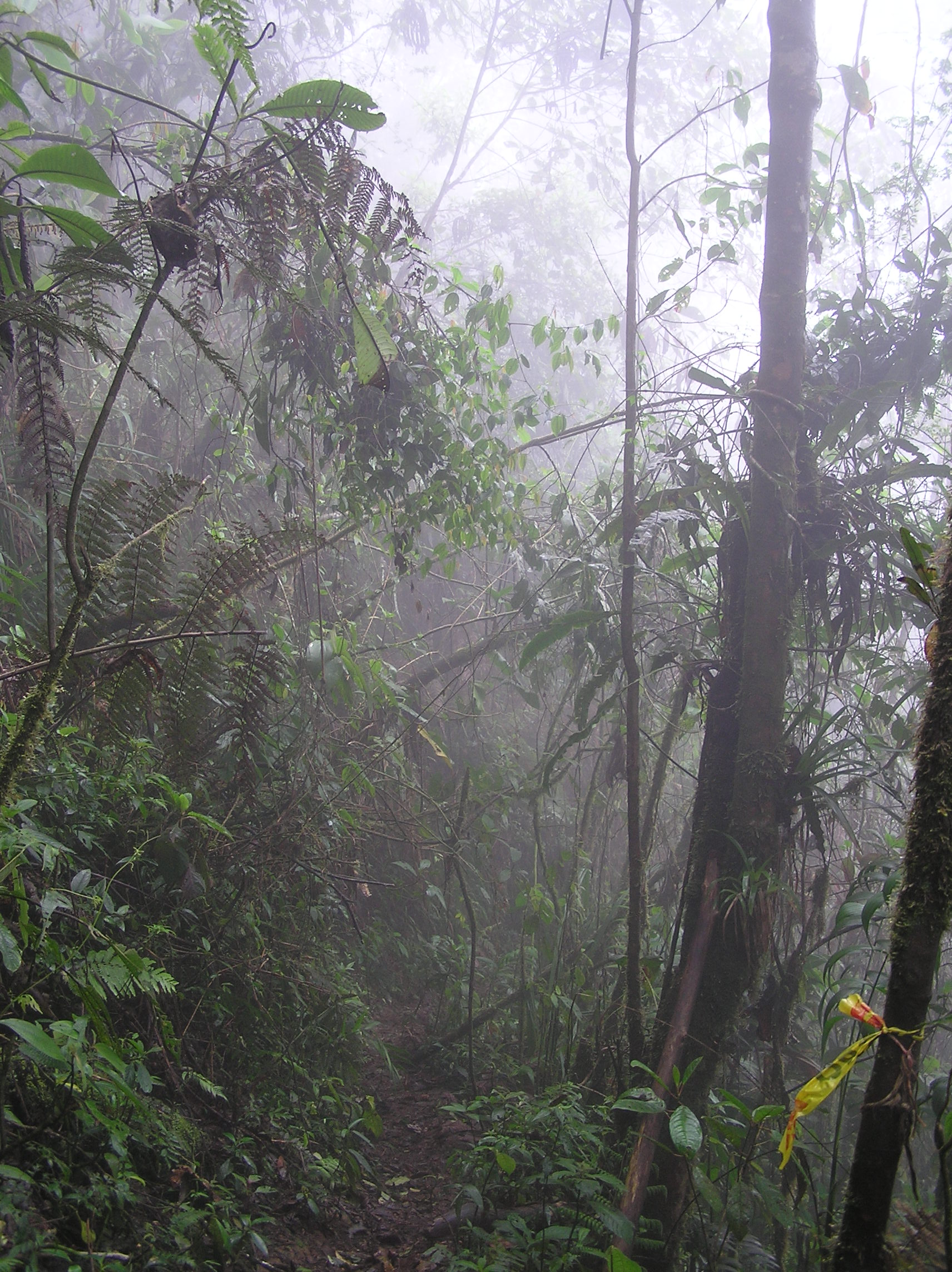